# Chinese Volleyball League 2007-2008 (femminile)
La Chinese Volleyball League 2007-2008 si è svolta dal 2007 al 2008: al torneo hanno partecipato 10 squadre di club cinesi e la vittoria finale è andata per la quinta volta, la seconda consecutiva, al Tianjin.

## Squadre partecipanti
| - Bayi - Henan - Jiangsu - Liaoning - Nanjing | - Shandong - Shanghai - Sichuan - Tianjin - Zhejiang |

## Premi individuali[1]
| Premio             | Giocatrice   | Squadra |
| ------------------ | ------------ | ------- |
| MVP                | Wang Chen    | Sichuan |
| Miglior attaccante | Xue Ming     | Tianjin |
| Miglior muro       | Xue Ming     | Tianjin |
| Miglior servizio   | Chen Yao     | Bayi    |
| Miglior allenatore | Wang Boaquan | Tianjin |

## Classifica finale[1]
| Pos | Squadra  | Verdetto                        |
| --- | -------- | ------------------------------- |
| 1   | Tianjin  | Al campionato asiatico per club |
| 2   | Bayi     |                                 |
| 3   | Shanghai |                                 |
| 4   | Liaoning |                                 |
| 5   | Sichuan  |                                 |
| 6   | Jiangsu  |                                 |
| 7   | Shandong |                                 |
| 8   | Zhejiang |                                 |
| 9   | Henan    | Chinese Volleyball League B     |
| 10  | Nanjing  | Chinese Volleyball League B     |